# Reinhold Beckmann

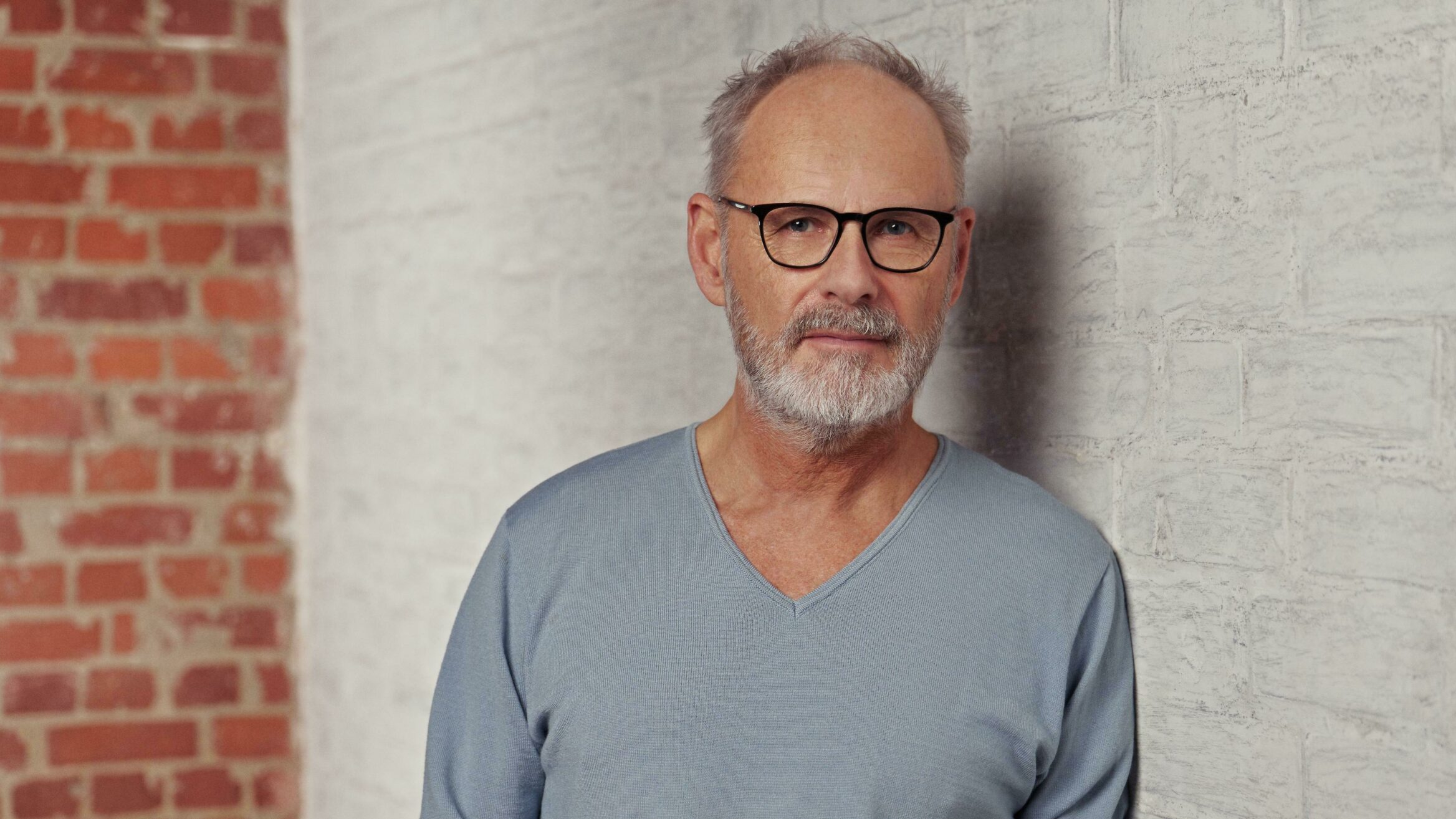
Reinhold Beckmann (2023)

Reinhold Beckmann (* 23. Februar 1956 in Twistringen) ist ein deutscher Fernsehmoderator, Fußballkommentator, TV-Journalist, Autor und Musiker.

## Leben

### Berufliches
Reinhold Beckmann wurde als Sohn des Futter- und Düngemittelunternehmers Wilhelm Beckmann (1915–2012) und seiner aus Wellingholzhausen bei Osnabrück stammenden Frau Aenne, geborene Haber (1921–2019), in Twistringen in Niedersachsen geboren. Nach seinem Abitur am Gymnasium Syke, einem USA-Aufenthalt und seinem Zivildienst machte Beckmann eine Lehre als Radio-, Fernseh- und Videotechniker. Anschließend studierte er in Köln Germanistik, Theater-, Film- und Fernsehwissenschaften. Das Studium beendete er ohne Universitätsabschluss.
Er begann seine Fernsehkarriere 1980 als freier Mitarbeiter beim WDR, für den er Beiträge für die Sendung Aktuelle Stunde lieferte. Er gehörte zu dem Fernsehteam, welches Udo Lindenberg zu seinem Konzert im Palast der Republik am 25. Oktober 1983 begleitete. Darüber hat er später mit dem Filmemacher Falko Korth eine Dokumentation erstellt. Ab 1985 kommentierte er auch Sportübertragungen des WDR. Außerdem moderierte er mehrere Unterhaltungssendungen beim NDR und zusammen mit Helge Schneider die Sendung Off-Show im WDR-Fernsehen. 1990 wurde er vom Kicker-Sportmagazin als „bester Moderator des Jahres“ für die Reportagen der Fußball-Weltmeisterschaft 1990 ausgezeichnet.
Beckmann wechselte noch 1990 von der ARD zu Premiere, wo er Leiter der Sportredaktion wurde. Beckmann wurde zugeschrieben, in seiner Arbeit bei Premiere die „Fußball-Übertragungen revolutioniert“ zu haben, unter anderem durch die Nutzung zusätzlicher Kameraeinstellungen, einer „Superzeitlupe“ sowie dem Einsatz von Statistiken. Ab Februar 1992 war er Sportchef bei Sat.1 und er wurde durch die von ihm konzipierten und moderierten Sportsendungen ran und ranissimo einem breiten Publikum bekannt. Für diese beiden Formate wurde er mit der Goldenen Kamera, dem Bayerischen Fernsehpreis und der Goldenen Romy (österreichischer Fernsehpreis) ausgezeichnet. 1993 wurde er Programmchef bei Sat.1.

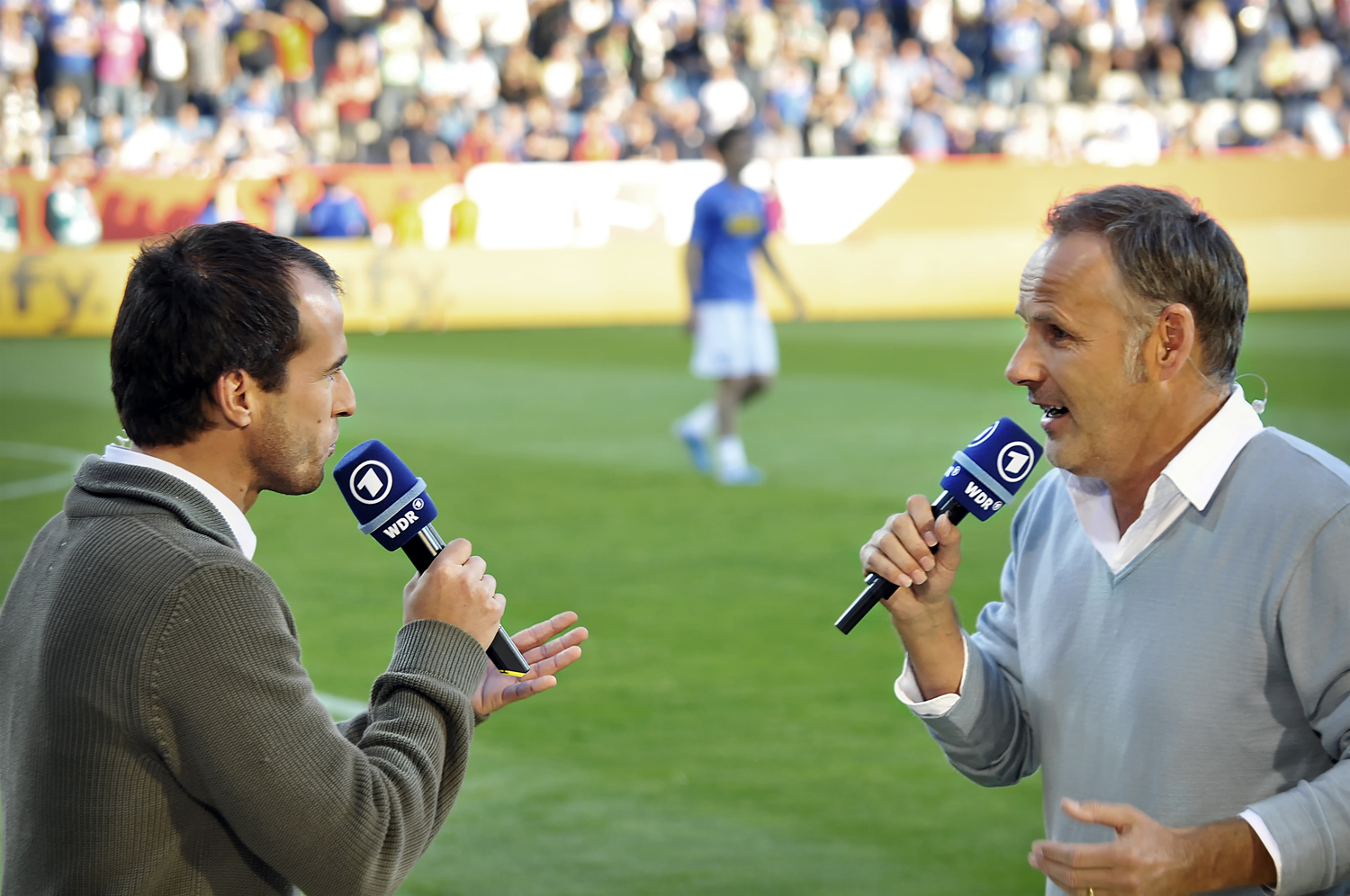
Reinhold Beckmann mit Mehmet Scholl beim Relegationsspiel zwischen Bochum und Mönchengladbach (2011)

1998 kam er zurück zur ARD, bei der er seitdem als Kommentator von Fußballübertragungen von UEFA-Pokal- und Länderspielen zu hören und als Sportschau-Moderator zu sehen war. Im November 2016 wurde bekannt, dass Beckmann nur noch bis Ende der laufenden Saison 2016/17 in der Sportschau zu sehen sein würde. Am 6. Mai 2017 moderierte er seine letzte Sendung. Außerdem war er Reporter bei zahlreichen großen Sportereignissen wie der Fußball-Europameisterschaft 2004; so kommentierte er für die ARD die Übertragung des Endspiels der Fußball-Weltmeisterschaft 2006. Darüber hinaus moderierte er für sie von 1998 bis 2002 die Unterhaltungssendung Guinness – Die Show der Rekorde. Von 1999 bis 2014 hatte er in der ARD seine eigene Talksendung Beckmann.
Während der Olympischen Sommerspiele moderierte er den nächtlichen Talk Beckmanns Olympia Nacht in der ARD. Im September 2008 moderierte er anstelle des erkrankten Jörg Pilawa die Quizshow Wie deutsch bist du wirklich?.
2010 war Beckmann in der Tatort-Folge Borowski und eine Frage von reinem Geschmack in einer Nebenrolle zu sehen. In dem 2013 erstaufgeführten Kinofilm Sein letztes Rennen spielte er sich selbst: Er hatte dort in seiner Talksendung Beckmann Dieter Hallervorden als Olympiasieger Paul Averhoff zu Gast.
Im März 2014 wurde mit Bei allem sowieso vielleicht das erste Musikalbum von Beckmann & Band veröffentlicht.
Von Februar 2015 bis Mai 2017 lief die Reportagereihe #Beckmann in der ARD.
Seit Januar 2018 ist Beckmann Experte bei der Sport1-Fußball-Talkshow Doppelpass.
Im März 2018 erschien mit Freispiel das zweite Musikalbum von Beckmann & Band.
Von Juli bis August 2018 lief seine Talkshow Reinhold Beckmann trifft ... im NDR Fernsehen. Von 2018 bis 2020 moderierte er beim Radiosender NDR 2 die Musik-Talkshow NDR 2 Life Sounds.
2020 trat er in der Gameshow Hätten Sie’s gewusst? als Experte zum Thema Helmut Schmidt an.
Im März 2021 erschien sein drittes Musikalbum Haltbar bis Ende.
Im November 2021 sang er seinen Song Vier Brüder über den Tod aller vier Brüder seiner Mutter Aenne im Zweiten Weltkrieg anlässlich der offiziellen Gedenkstunde zum Volkstrauertag im Deutschen Bundestag.
Er ist gemeinsam mit Marcus Foag Geschäftsführer und Gesellschafter des Produktionsunternehmens beckground tv.
Im August 2023 erschien Beckmanns familienbiographisches Buch Aenne und ihre Brüder – die Geschichte meiner Mutter über das Schicksal seiner Mutter, deren Vater eine Schusterwerkstatt in Wellingholzhausen besaß und die alle vier Brüder im Zweiten Weltkrieg verloren hat.

### Privates
Beckmann ist römisch-katholisch und lebt in Hamburg. Als Kind war er Ministrant in seiner Heimatgemeinde Twistringen. Aus einer 2005 geschlossenen Ehe hat er zwei Kinder (* 1993 und 1997). Von seiner Ehefrau lebt Beckmann seit 2015 getrennt. Er spielte früher selbst Fußball und hatte zwei Einsätze in der Niedersachsen-Auswahl. Er ist Vereinsmitglied des FC St. Pauli.
Beckmann engagiert sich für soziale Projekte und gründete 1999 mit Freunden in Hamburg die Initiative NestWerk e. V., die sich um Jugendliche in benachteiligten Hamburger Stadtteilen kümmert. Von 2005 bis 2014 sowie 2016 lud er zum Tag der Legenden ein. Über 50 Fußball-„Legenden“ wie Paul Breitner, Klaus Fischer, Uli und Dieter Hoeneß, Horst Hrubesch, Felix Magath, Andreas Möller, Uwe Seeler und Rudi Völler spielten im Hamburger Millerntor-Stadion für die Initiative.

## Auszeichnungen
- 2005: Beckmann erhielt im Rahmen des Hamburger Bürgerpreises der CDU Hamburg den Peter-von-Zahn-Gedächtnispreis und er wurde von Hamburg 1 aufgrund seines sozialen Engagements als „Hamburger des Jahres“ ausgezeichnet.
- 2007: Deutscher Fernsehpreis in der Kategorie Beste Moderation Information für das Interview mit Bert Dietz vom 21. Mai 2007.
- 2008: Bundesverdienstkreuz am Bande.
- 2008: Kind-Award von Kinderlachen, Ehrenpreis für die Gründung und Arbeit von Nestwerk e. V.
- 2011: Steiger Award
- 2013: Ehren-Schleusenwärter der Stadt Hamburg.
- 2014: Annemarie-Renger-Preis des Arbeiter-Samariter-Bundes Deutschland für bürgerschaftliches Engagement.[25]
- 2022: Brillenträger des Jahres

## Diskografie
- 2014: Bei allem sowieso vielleicht
- 2018: Freispiel
- 2021: Haltbar bis Ende

## Veröffentlichungen
- Zufall. Eine Spurensuche in außergewöhnlichen Biographien (zusammen mit Sabine Paul und Paul Ripke). Hoffmann und Campe, Hamburg 2013, ISBN 978-3-455-50213-8.
- Erzähl doch mal von früher. Loki Schmidt im Gespräch mit Reinhold Beckmann. Hoffmann und Campe, Hamburg 2013, ISBN 978-3-455-50094-3.
- Aenne und ihre Brüder. Die Geschichte meiner Mutter. Propyläen Verlag, Berlin 2023, ISBN 978-3-549-10056-1.

## Kritik
In einer Folge seiner Talkshow Beckmann vertrat der Moderator zusammen mit Nina Ruge gegenüber Norbert Blüm Positionen, die von Teilen der deutschen Presse als äußerst positiv in Bezug auf die private Versicherungswirtschaft gewertet wurden. Beckmann hatte ab 2006 unter anderem Werbung für die WWK Versicherungsgruppe gemacht.
Im Jahr 2019 geriet Beckmann in die Kritik, nachdem ein Video veröffentlicht wurde, das ihn bei einem Auftritt auf einer Geburtstagsfeier bei Matthias Matussek zeigt, auf der neben Medienschaffenden u. a. auch Vertreter der „Neuen Rechten“ anwesend waren. Der Satiriker Jan Böhmermann setzte sich im Protestlied Licht an! Licht an! im selben Jahr kritisch mit der Situation auseinander.